# بازنمود دانش
بازنمايي دانش (به انگلیسی: Knowledge representation and reasoning) (اختصاری KR² یا KR&R)، دستیابی به مناسب‌ترین شکل‌ها و شیوه‌های ذخیره‌سازی دانش است؛ هر چند امر نمایش دانش در همهٔ زمینه‌های علمی، همواره اهمیت داشته‌است؛ زمانی که رایانه‌ها بخواهند در کنار انسان، یا به‌جای انسان، به استدلال بپردازند، نقش آن، به سبب دشواری‌های ناشی از مقیاس‌پذیری، حیاتی‌تر و اجتناب‌ناپذیر می‌گردد.

## تاریخچه
چنانچه ظهور و پیدایش زبان‌شناسی مدرن و هوش مصنوعی را در اواخر دههٔ ۱۹۵۰ میلادی بدانیم، رشد و تعامل آندو با یکدیگر، ایجاد زمینه‌ای جدید موسوم به زبان‌شناسی محاسباتی را سبب گردید. همین شاخهٔ جدید بود که بعدها پردازش زبان‌های طبیعی نام گرفت. تلاش‌های نخستین برای درک زبان‌های انسانی (طبیعی) توسط ماشین، عمق و میزان دشواری این امر را بیشتر و بیشتر نمایان ساخت. بیشتر کارهای آغازین در زمینهٔ نمایش دانش، به زبان مربوط می‌گردد، که در خلال پژوهش‌های مربوط به زبان‌شناسی و تحلیل‌های فلسفی از زبان انجام شده‌است.
در طول دهه‌های ۱۹۷۰ و ۱۹۸۰ روش‌های متعدّدی جهت نمایش ماشینی دانش ابداع شد. از جملهٔ آنها می‌شود به شبکه‌های عصبی، و سامانه‌های خبره اشاره داشت.

## شیوه‌های مختلف نمایش
معمولاً خواص زیر را برای سیستم‌های نمایش دانش در هر زمینهٔ خاص مطلوب می‌دانیم:
- کفایت نمایش‌ها - به قادر بودن سیستم بر نمایش تمامی انواع دانش موجود در زمینهٔ مورد نظر اطلاق می‌شود.
- کفایت استنباط‌ها - منظور توانایی سیستم انتخابی نمایش بر کار با ساختارهای نمایشی موجود و ایجاد ساختارهای مناسب جهت نمایش دانش جدیدی ست که استنباط شده است

### دانش ساده رابطه‌ای
ساده‌ترین راه برای نمایش واقعیات اعلانی عبارت است از به‌کارگیری مجموعه‌های روابط درست همان‌گونه که در سامانه‌های رابطه‌ای داده‌ها انجام می‌دهیم.

## پانوشته‌ها
1. ↑  Computational linguistics
2. ↑  Natural language processing